# John Glas
John Glas, född 1942 i Barcelona, är en svensk politiker och före detta kommunalråd i Haninge kommun. Glas växte upp i Spanien och England och tog examen som byggnadsingenjör på Högre Tekniska Läroverket i Stockholm 1962.
Han har sedan 1986 varit politiskt aktiv i Liberalerna. 
Han var kommunalråd i Haninge under uppbyggnadsfasen, 1995–2002, efter kommunens ekonomiska problem i början av 1990-talet. Glas var under 1985 och 1986 medlem i polska Solidaritet och medverkade vid hjälparbete på ett barnsjukhus i Warszawa.
Glas har arbetat mot främlingsfientlighet och rasism och fick därför Bertil Ohlin-medaljen i guld 2000.
Som tack för sina liberala insatser fick Glas 8 träd  planterade i sitt namn  i Yatirskogen i Negevöknen i Israel.
Vid valet till kommunfullmäktige 2022 ställde Glas upp för Centerpartiet på plats 11 på valsedlarna för bägge valdistrikten och fick sammanlagt tre personröster.